# Lutz Landers
Lutz Landers, gebürtig Ludwig Kamlander, (* 17. März 1927 in Salzburg, Österreich; † Anfang März 2015 in Mönichkirchen, Österreich) war ein österreichischer Sänger, Schauspieler und Chemiker.

## Leben und Wirken
Ludwig Kamlander, späterer Künstlername Lutz Landers, war der Sohn eines Gefängnisdirektors und Neffe des Kammersängers Georg Hann. Er erhielt als Kind eine Unterweisung im Geigenspiel und jobbte kurz nach seiner Entlassung aus der amerikanischen Kriegsgefangenschaft 1945 u. a. als Schuhputzer und Kesselheizer, um sich sein Studium der Chemie zu finanzieren. In den 1950er Jahren machte Ludwig Kamlander kurzzeitig Karriere als Sänger in Bars und Kabaretts und ließ sich in Wien und London im Operngesang fortbilden. Mit seiner Version von „Begin the Beguine“ hatte er 1951/52 seinen ersten lokalen Hit. Seit Dezember 1953 konzentrierte er sich bis Ende des Jahrzehnts ganz auf seine Karriere als Profisänger. Als Lutz Landers landete er Rundfunk- und Schallplattenerfolge mit Liedern wie „Unter fremden Sternen“, „Es fährt ein Schiff durch den Golf von Biscaya“ oder „Fahr mich in die Welt“. Einer seiner Orchesterbegleiter wurde der nahezu gleichaltrige Johannes Fehring.
In dem Franz-Antel-Film Rosen aus dem Süden konnte man Landes (an der Seite von Peter Alexander) singen hören, anschließend sah man ihn auch als Mitwirkenden in zwei Kinofilmen der Jahre 1956 und 1957. Ein Kontakt in die Vereinigten Staaten führte zu keinem internationalen Karriereschub. Später wechselte Landers den Beruf, nahm seinen Geburtsnamen wieder an und begann nach seinem abgeschlossenen Studium als Chemiker zu arbeiten. Er übernahm Leitungen in den Bereichen Forschung und Entwicklung und arbeitete in Berlin als Chemiker in der Verwertung von Sekundärrohstoffen. Nach seiner Rückkehr nach Wien beschäftigte sich Kamlander mit der Erzeugung von Medikamenten und dem Großhandel. Kamlander zog schließlich von Wien in den am Südrand Niederösterreichs gelegenen winzigen Kurort Mönichkirchen, wo er die kommenden Jahrzehnte lebte. Dort starb Ludwig Kamlander wenige Tage vor der Vollendung seines 88. Geburtstages.

## Filmografie
- 1954: Rosen aus dem Süden (Gesang)
- 1956: Wo die Lerche singt (Rolle)
- 1957: Skandal in Ischl (Rolle)